# Metasia holoxanthia
Metasia holoxanthia là một loài bướm đêm trong họ Crambidae.